# William Kennett Loftus
William Kennett Loftus (Linton, Kent, 1821. november 13. – Indiai-óceán, 1858. november 27.) brit geológus, régész, természettudós, felfedező. Felfedezte az ősi sumer várost, Urukot.

## Élete
Cambridge-ben 1840-től tanult geológiát. 1849-ben szolgált geológusként a brit kormány megbízásából a királyi tüzérségnél a török-perzsa határbizottságnál. Lehetősége volt Uruk és Larsza városában ásatásokat folytatni 1850-ben. Ásott még Szúza városában 1851 január-februárban Hormuzd Rassammal.

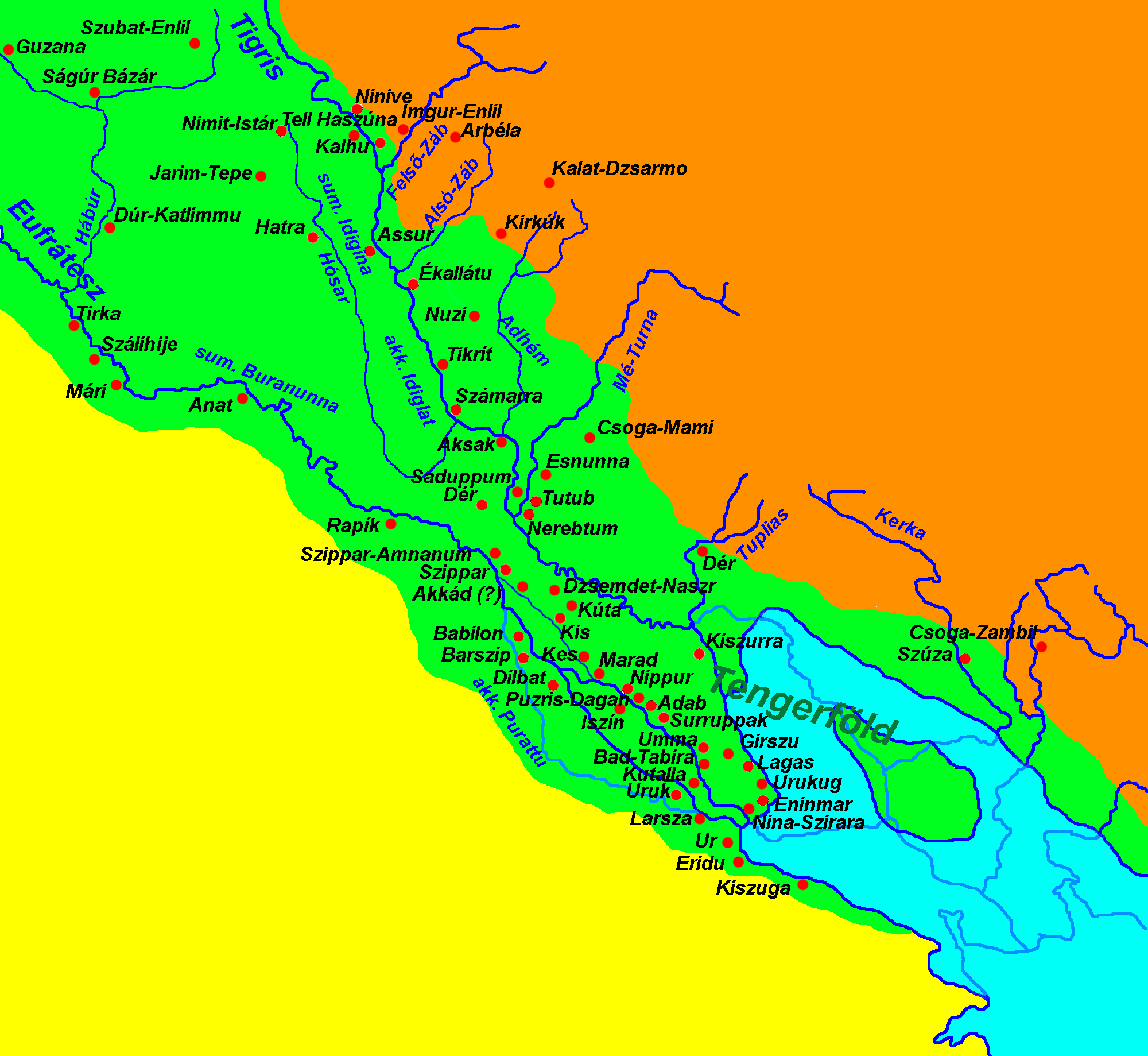
A Folyamköz térképe a sumer-korban